# アンドレイ・キリレンコ
アンドレイ・キリレンコ（Andrei Kirilenko）ことアンドレイ・ゲンナディー・キリレンコ（ロシア語: Андрей Кириленко, ラテン文字転写: Andrei Gennadevich Kirilenko, 1981年2月18日 - ）は、ロシアの元プロバスケットボール選手。スパルタク・サンクトペテルブルクでプロデビューし、NBAではユタ・ジャズなどで活躍した。ソビエト連邦ロシアイジェフスク出身。身長206cm、103kg。ニックネームの「AK-47」および背番号47は、共に出身地のイジェフスクで製造されている自動小銃AK-47にちなんでいる。ポジションはスモールフォワード/パワーフォワード。

## キャリア
1997年、16歳でロシア・バスケットボール・スーパーリーグのスパルタク・サンクトペテルブルクにてプロデビュー。その翌年、名門CSKAモスクワに移籍し2001年までプレー。
1999年のNBAドラフトでユタ・ジャズから1巡目24位の指名を受けるが、当時所属していたCSKAモスクワとの契約が残っていたため、NBA入りを果たしたのは2001年のことである。
最初の2シーズン、ジャズの中心はNBA最高のコンビといわれるジョン・ストックトンとカール・マローンだったため、キリレンコはこれといって目立つ存在ではなかった。
2003年オフ、マローンの移籍とストックトンの引退に伴いジャズはチームの再建を図る。2003-04シーズンに入るとキリレンコはスターターの座を確保し、ジャズの中心選手として活躍。23歳の若さでオールスター初出場も果たした。この年はいずれもチーム1位となる1試合平均16.2得点、8.2リバウンド、1.92スティール、2.76ブロック（リーグ3位）、出場時間37.1分を記録。開幕前にはマローンとストックトンが抜け何一つ残っていないと思われたジャズがプレイオフ進出を果たす大きな原動力となった。
2004-05シーズン、オフに大型契約を結びヤル気満々でリーグ戦に臨んだキリレンコであったが、シーズン途中で故障にみまわれ、82試合中41試合の欠場を余儀なくされチームもプレーオフ進出を逃してしまう。しかし欠場は多かったものの1試合平均3.32ブロックをマークし、スモールフォワードとしては異例となるブロックショットのタイトル獲得を成し遂げた。
迎えた2005-06シーズン、ジャズはドラフト3位でデロン・ウィリアムスを獲得し、2年ぶりのプレーオフ進出を狙ったが、キリレンコはまたも13試合で欠場してしまう。ジャズは82試合のうち、キリレンコが先発出場した63試合では36勝27敗と勝ち越したが、それ以外では5勝14敗、欠場した試合では3勝10敗と苦戦を強いられた。結局チームはまたしてもプレーオフ進出を逃してしまう。しかしキリレンコ個人の内容は悪くなく、マルチなプレーで活躍をみせた。
度重なる故障に見舞われながらも単身でストックトン・マローン時代以降のジャズを支えてきたキリレンコだが、2006-07シーズンに入るとウィリアムス・カルロス・ブーザーのコンビが台頭し、キリレンコは望むような役割を得られなかった。チームは51勝31敗の好成績で4シーズンぶりのプレイオフに進出し、プレイオフではカンファレンスファイナルまで勝ち進んだが、快進撃をしたチームの一方でキリレンコ自身は8.3得点4.7リバウンドと過去最低の成績に終わった。自身の扱いに不満を持ったキリレンコはトレード要求し、チームとの関係は悪化したが、夏のユーロバスケットではロシアを優勝に導き、18得点8.6リバウンドの大会成績を残したキリレンコは大会MVPに選ばれて改めてその実力を示し、ジャズの一員として2007-08シーズンを迎えた。
2011年、古巣のPBC CSKAモスクワに復帰。
2012年7月27日、ミネソタ・ティンバーウルブズと契約を結んだ。
2013年7月12日、ブルックリン・ネッツと二年契約を結んだ。
2014年12月11日、フィラデルフィア・セブンティシクサーズに移籍したが、チーム合流を拒否し、出場停止処分を受けた後、バイアウトで解雇された。
2015年2月23日、自身3度目となるCSKAモスクワと契約。6月2日にバスケットボール界からの引退するという噂が駆け巡ったが、キリレンコ本人は否定。その後、結局23日に正式に引退を表明した
2016年3月28日、ユタ・ジャズは本拠地ビビント・スマート・ホーム・アリーナでのロサンゼルス・レイカーズ戦で、キリレンコの功績を讃える記念式を開催。ジャズの一員として引退式が執り行われた。

## タイトル
- ブロックショット1位：2004-05（3.32）
- オールNBAディフェンシブ2ndチーム選出：2004-05

## プレースタイル

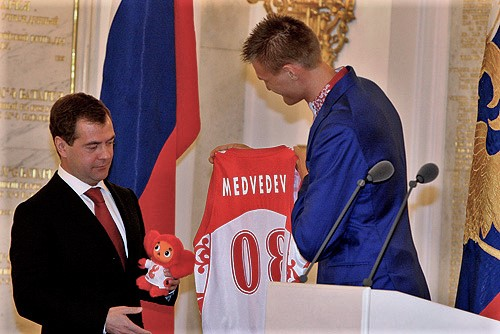
ドミートリー・メドヴェージェフロシア大統領（左）にユニフォームを贈るキリレンコ

体の線は非常に細いが、長い腕と高い身体能力に恵まれており、反射神経や洞察力も素晴らしい。得点、リバウンド、アシスト、ブロック、スティールの主要5部門すべてで同時に結果を残せる類稀な万能プレイヤーである。特に注目すべき点はブロック。上記の通り、2004－05シーズンにはスモールフォワードにもかかわらずブロック王に輝いている。怪我がちな面があり、2004年以降は欠場が目立っている。
以下は彼の恐るべき万能ぶりが示された事例である。
- 2003-04シーズン12月3日のロケッツ戦で19得点・5リバウンド・7アシスト・8スティール・5ブロックをマークし、7日後12月10日のニックス戦でも10得点・12リバウンド・6アシスト・6スティール・5ブロックを記録。トリプル・ダブルよりも遥かに難しいファイブ・ファイブズ（5X5’s：1試合で主要5部門全てに5以上を記録すること）を年に2度も記録している[1]。
- 2005-06シーズン1月3日のレイカーズ戦で14得点・8リバウンド・9アシスト・7ブロック・6スティールと、5部門全てで6以上をマークするというNBA史上2度目の離れ業を成し遂げている[1]（1度目はアキーム・オラジュワンで、1987年3月10日）。同年1月17日にはキャリア初のトリプル・ダブルも達成した。
- 初のトリプル・ダブルの内容は18得点・16リバウンド・11アシストだが、2度目のトリプル・ダブルは15得点・14リバウンド・10ブロックで達成[1]。
- 2005-06シーズンは最終的に1試合平均15.3得点・8リバウンド・4.3アシスト・3.19ブロック（リーグ2位）・1.48スティールを記録。年間アベレージで15得点・8リバウンド・4アシスト・3ブロック以上を記録した史上4人目の選手となる（他3名はカリーム・アブドゥル＝ジャバー、ボブ・レイニア、デビッド・ロビンソン）[1]。
- 1991-92シーズン以降で、1試合で8アシスト・8ブロックを同時に記録した3人目の選手（他2名はデビッド・ロビンソン、クリス・ウェバー）[1]。

## 個人成績

### レギュラーシーズン
| シーズン     | チーム       | GP  | GS  | MPG  | FG%  | 3P%  | FT%  | RPG | APG | SPG | BPG | PPG  |
| ------------ | ------------ | --- | --- | ---- | ---- | ---- | ---- | --- | --- | --- | --- | ---- |
| 2001–02      | UTA          | 82  | 40  | 26.5 | .450 | .250 | .768 | 4.9 | 1.1 | 1.4 | 1.9 | 10.7 |
| 2002–03      | UTA          | 80  | 11  | 27.7 | .491 | .325 | .800 | 5.3 | 1.7 | 1.5 | 2.2 | 12.0 |
| 2003–04      | UTA          | 78  | 78  | 37.1 | .443 | .338 | .790 | 8.1 | 3.1 | 1.9 | 2.8 | 16.5 |
| 2004–05      | UTA          | 41  | 37  | 32.9 | .493 | .299 | .784 | 6.2 | 3.2 | 1.6 | 3.3 | 15.6 |
| 2005–06      | UTA          | 69  | 63  | 37.7 | .460 | .308 | .699 | 8.0 | 4.3 | 1.5 | 3.2 | 15.3 |
| 2006–07      | UTA          | 70  | 70  | 29.3 | .471 | .213 | .728 | 4.7 | 2.9 | 1.1 | 2.1 | 8.3  |
| 2007–08      | UTA          | 72  | 72  | 30.8 | .506 | .379 | .770 | 4.7 | 4.0 | 1.2 | 1.5 | 11.0 |
| 2008–09      | UTA          | 67  | 10  | 27.3 | .449 | .274 | .785 | 4.8 | 2.6 | 1.2 | 1.1 | 11.6 |
| 2009–10      | UTA          | 58  | 35  | 29.0 | .506 | .292 | .744 | 4.6 | 2.7 | 1.4 | 1.2 | 11.9 |
| 2010–11      | UTA          | 64  | 62  | 31.2 | .467 | .367 | .770 | 5.1 | 3.0 | 1.3 | 1.2 | 11.7 |
| 2012–13      | MIN          | 64  | 64  | 31.8 | .507 | .292 | .752 | 5.7 | 2.8 | 1.5 | 1.0 | 12.4 |
| 2013–14      | BKN          | 45  | 4   | 19.0 | .513 | .200 | .513 | 3.2 | 1.6 | .9  | .4  | 5.0  |
| 2014–15      | BKN          | 7   | 0   | 5.1  | .000 | ---  | .750 | 1.1 | .1  | .1  | .0  | .4   |
| 通算         | 通算         | 797 | 546 | 30.0 | .474 | .310 | .754 | 5.5 | 2.7 | 1.4 | 1.8 | 11.8 |
| オールスター | オールスター | 1   | 0   | 10.5 | .333 | .000 | ---  | 1.0 | 1.0 | .0  | 1.0 | 2.0  |

### プレーオフ
| シーズン | チーム | GP | GS | MPG  | FG%  | 3P%  | FT%   | RPG | APG | SPG | BPG | PPG  |
| -------- | ------ | -- | -- | ---- | ---- | ---- | ----- | --- | --- | --- | --- | ---- |
| 2002     | UTA    | 4  | 4  | 30.5 | .393 | .000 | .813  | 3.8 | 1.0 | 1.8 | 2.5 | 8.8  |
| 2003     | UTA    | 5  | 0  | 29.0 | .419 | .143 | .875  | 4.8 | 1.4 | .6  | 2.0 | 11.6 |
| 2007     | UTA    | 17 | 17 | 31.0 | .447 | .333 | .785  | 5.2 | 2.6 | .9  | 2.4 | 9.6  |
| 2008     | UTA    | 12 | 12 | 32.3 | .447 | .227 | .714  | 3.4 | 2.5 | 1.5 | 1.7 | 11.0 |
| 2009     | UTA    | 5  | 3  | 27.2 | .468 | .200 | .714  | 2.8 | 2.0 | 2.2 | .6  | 11.0 |
| 2010     | UTA    | 2  | 0  | 15.0 | .500 | .000 | 1.000 | 3.0 | .0  | .5  | .5  | 5.5  |
| 2014     | BRK    | 10 | 0  | 14.4 | .467 | ---  | .647  | 2.3 | 1.0 | 1.0 | .3  | 2.5  |
| 通算     | 通算   | 55 | 36 | 27.1 | .445 | .208 | .767  | 3.9 | 1.9 | 1.2 | 1.6 | 8.7  |

## その他
- 「AK47」のニックネームは元ユタ・ジャズの選手クインシー・ルイスが命名した[1]。
- シュートは右手で打つが、文字は左手で書く。
- 15歳ごろまで、サッカーもプレイしており、相当な腕前だった模様。本人曰く身長が伸びたのでバスケットを選択したが「どちらでもプロ選手になれたと思う」との事。